# Saison 2019 de la BWF
Cet article rassemble les résultats des principaux tournois de badminton de la saison 2019 organisée par la Fédération mondiale de badminton (BWF). Celle-ci est constituée de 39 compétitions réparties en plusieurs catégories :
- 2 compétitions majeures (grade 1) directement organisées par la BWF :
  - les Championnats du monde de badminton ;
  - la Sudirman Cup (compétition par équipes mixtes).
- 37 font partie du circuit mondial BWF World Tour (grade 2) selon la même structure que l'année précédente, à savoir : 
  - le BWF World Tour Finals qui réunit les huit meilleurs joueurs et paires de chaque discipline selon le classement « Race » en fin de saison ;
  - 3 tournois Super 1000 ;
  - 5 tournois Super 750 ;
  - 7 tournois Super 500 ;
  - 11 tournois Super 300 ;
  - 10 tournois Super 100.

Chacun de ces tournois offre des points de classement et des primes en argent qui varient d'une catégorie et d'un tournoi à l'autre.   
- des compétitions continentales organisées par les fédérations délocalisées. Il s'agit notamment des Championnats continentaux individuels et par équipes.

## Résultats
| Jeux olympiques       |
| Championnats du monde |
| World Tour Finals     |
| World Tour Super 1000 |
| World Tour Super 750  |
| World Tour Super 500  |
| World Tour Super 300  |
| BWF Tour Super 100    |

### Tournois individuels
| Semaine du   | Tournoi | cat. | Vainqueurs                                         | Finalistes                                     | Score                 |
| ------------ | --- | ---- | -------------------------------------------------- | ---------------------------------------------- | --------------------- |
| 7 janvier    | Princess Sirivannavari Thailand Masters Bangkok – Indoor Stadium Huamark Super 300 – 150 000 $ Tableaux détaillés                  | SH   | Loh Kean Yew                                       | Lin Dan                                        | 21-19, 21-18          |
| 7 janvier    | Princess Sirivannavari Thailand Masters Bangkok – Indoor Stadium Huamark Super 300 – 150 000 $ Tableaux détaillés                  | SD   | Fitriani                                           | Busanan Ongbamrungphan                         | 21-12, 21-14          |
| 7 janvier    | Princess Sirivannavari Thailand Masters Bangkok – Indoor Stadium Huamark Super 300 – 150 000 $ Tableaux détaillés                  | DH   | Goh V Shem Tan Wee Kiong                           | Lu Ching-yao Yang Po-han                       | 21-13, 21-17          |
| 7 janvier    | Princess Sirivannavari Thailand Masters Bangkok – Indoor Stadium Huamark Super 300 – 150 000 $ Tableaux détaillés                  | DD   | Puttita Supajirakul Sapsiree Taerattanachai        | Li Wenmei Zheng Yu                             | 15-21, 21-15, 21-10   |
| 7 janvier    | Princess Sirivannavari Thailand Masters Bangkok – Indoor Stadium Huamark Super 300 – 150 000 $ Tableaux détaillés                  | MX   | Chan Peng Soon Goh Liu Ying                        | Dechapol Puavaranukroh Sapsiree Taerattanachai | 21-16, 21-15          |
| 14 janvier   | Perodua Malaysia Masters Kuala Lumpur – Axiata Arena Super 500 – 350 000 $ Tableaux détaillés                                      | SH   | Son Wan-ho                                         | Chen Long                                      | 21-17, 21-19          |
| 14 janvier   | Perodua Malaysia Masters Kuala Lumpur – Axiata Arena Super 500 – 350 000 $ Tableaux détaillés                                      | SD   | Ratchanok Intanon                                  | Carolina Marín                                 | 21-9, 22-20           |
| 14 janvier   | Perodua Malaysia Masters Kuala Lumpur – Axiata Arena Super 500 – 350 000 $ Tableaux détaillés                                      | DH   | Marcus Fernaldi Gideon Kevin Sanjaya Sukamuljo     | Ong Yew Sin Teo Ee Yi                          | 21-15, 21-16          |
| 14 janvier   | Perodua Malaysia Masters Kuala Lumpur – Axiata Arena Super 500 – 350 000 $ Tableaux détaillés                                      | DD   | Yuki Fukushima Sayaka Hirota                       | Greysia Polii Apriyani Rahayu                  | 18-21, 21-16, 21-16   |
| 14 janvier   | Perodua Malaysia Masters Kuala Lumpur – Axiata Arena Super 500 – 350 000 $ Tableaux détaillés                                      | MX   | Yuta Watanabe Arisa Higashino                      | Dechapol Puavaranukroh Sapsiree Taerattanachai | 21-18, 21-18          |
| 21 janvier   | Daihatsu Indonesia Masters Jakarta – Istora Gelora Bung Karno Super 500 – 350 000 $ Tableaux détaillés                             | SH   | Anders Antonsen                                    | Kento Momota                                   | 21-16, 14-21, 21-16   |
| 21 janvier   | Daihatsu Indonesia Masters Jakarta – Istora Gelora Bung Karno Super 500 – 350 000 $ Tableaux détaillés                             | SD   | Saina Nehwal                                       | Carolina Marín                                 | 4-10 ab.              |
| 21 janvier   | Daihatsu Indonesia Masters Jakarta – Istora Gelora Bung Karno Super 500 – 350 000 $ Tableaux détaillés                             | DH   | Marcus Fernaldi Gideon Kevin Sanjaya Sukamuljo     | Mohammad Ahsan Hendra Setiawan                 | 21-17, 21-11          |
| 21 janvier   | Daihatsu Indonesia Masters Jakarta – Istora Gelora Bung Karno Super 500 – 350 000 $ Tableaux détaillés                             | DD   | Misaki Matsutomo Ayaka Takahashi                   | Kim So-yeong Kong Hee-yong                     | 21-19, 21-15          |
| 21 janvier   | Daihatsu Indonesia Masters Jakarta – Istora Gelora Bung Karno Super 500 – 350 000 $ Tableaux détaillés                             | MX   | Zheng Siwei Huang Yaqiong                          | Tontowi Ahmad Liliyana Natsir                  | 19-21, 21-19, 21-16   |
| 18 février   | Barcelona Spain Masters Barcelone – Pavelló de la Vall d'Hebron Super 300 – 150 000 $ Tableaux détaillés                           | SH   | Viktor Axelsen                                     | Anders Antonsen                                | 21-14, 21-11          |
| 18 février   | Barcelona Spain Masters Barcelone – Pavelló de la Vall d'Hebron Super 300 – 150 000 $ Tableaux détaillés                           | SD   | Mia Blichfeldt                                     | Line Kjærsfeldt                                | 21-14, 21-14          |
| 18 février   | Barcelona Spain Masters Barcelone – Pavelló de la Vall d'Hebron Super 300 – 150 000 $ Tableaux détaillés                           | DH   | Lee Yang Wang Chi-lin                              | Kim Won-ho Seo Seung-jae                       | 21-8, 23-21           |
| 18 février   | Barcelona Spain Masters Barcelone – Pavelló de la Vall d'Hebron Super 300 – 150 000 $ Tableaux détaillés                           | DD   | Kim So-yeong Kong Hee-yong                         | Nami Matsuyama Chiharu Shida                   | 23-21, 15-21, 21-17   |
| 18 février   | Barcelona Spain Masters Barcelone – Pavelló de la Vall d'Hebron Super 300 – 150 000 $ Tableaux détaillés                           | MX   | Seo Seung-jae Chae Yoo-jung                        | Wang Chi-lin Cheng Chi-ya                      | 21-18, 21-15          |
| 25 février   | Yonex German Open Mülheim – Innogy Sporthalle Super 300 – 150 000 $ Tableaux détaillés                                             | SH   | Kento Momota                                       | Kenta Nishimoto                                | 21-10, 21-16          |
| 25 février   | Yonex German Open Mülheim – Innogy Sporthalle Super 300 – 150 000 $ Tableaux détaillés                                             | SD   | Akane Yamaguchi                                    | Ratchanok Intanon                              | 16-21, 21-14, 25-23   |
| 25 février   | Yonex German Open Mülheim – Innogy Sporthalle Super 300 – 150 000 $ Tableaux détaillés                                             | DH   | Hiroyuki Endo Yuta Watanabe                        | Takeshi Kamura Keigo Sonoda                    | 15-21, 21-11, 21-12   |
| 25 février   | Yonex German Open Mülheim – Innogy Sporthalle Super 300 – 150 000 $ Tableaux détaillés                                             | DD   | Du Yue Li Yinhui                                   | Misaki Matsutomo Ayaka Takahashi               | 22-20, 21-15          |
| 25 février   | Yonex German Open Mülheim – Innogy Sporthalle Super 300 – 150 000 $ Tableaux détaillés                                             | MX   | Seo Seung-jae Chae Yoo-jung                        | Hafiz Faizal Gloria Emanuelle Widjaja          | 21-17, 21-11          |
| 4 mars       | Yonex All England Open Championships Birmingham – Arena Birmingham Super 1000 – 1 000 000 $ Tableaux détaillés                     | SH   | Kento Momota                                       | Viktor Axelsen                                 | 21-11, 15-21, 21-15   |
| 4 mars       | Yonex All England Open Championships Birmingham – Arena Birmingham Super 1000 – 1 000 000 $ Tableaux détaillés                     | SD   | Chen Yufei                                         | Tai Tzu-ying                                   | 21-17, 21-17          |
| 4 mars       | Yonex All England Open Championships Birmingham – Arena Birmingham Super 1000 – 1 000 000 $ Tableaux détaillés                     | DH   | Mohammad Ahsan Hendra Setiawan                     | Aaron Chia Soh Wooi Yik                        | 11-21, 21-14, 21-12   |
| 4 mars       | Yonex All England Open Championships Birmingham – Arena Birmingham Super 1000 – 1 000 000 $ Tableaux détaillés                     | DD   | Chen Qingchen Jia Yifan                            | Mayu Matsumoto Wakana Nagahara                 | 18-21, 22-20, 21-11   |
| 4 mars       | Yonex All England Open Championships Birmingham – Arena Birmingham Super 1000 – 1 000 000 $ Tableaux détaillés                     | MX   | Zheng Siwei Huang Yaqiong                          | Yuta Watanabe Arisa Higashino                  | 21-17, 22-20          |
| 11 mars      | Yonex Swiss Open Bâle – St. Jakobshalle Super 300 – 150 000 $ Tableaux détaillés                                                   | SH   | Shi Yuqi                                           | Sai Praneeth B.                                | 19-21, 21-18, 21-12   |
| 11 mars      | Yonex Swiss Open Bâle – St. Jakobshalle Super 300 – 150 000 $ Tableaux détaillés                                                   | SD   | Chen Yufei                                         | Saena Kawakami                                 | 21-9, 21-16           |
| 11 mars      | Yonex Swiss Open Bâle – St. Jakobshalle Super 300 – 150 000 $ Tableaux détaillés                                                   | DH   | Fajar Alfian Muhammad Rian Ardianto                | Lee Yang Wang Chi-lin                          | 21-19, 21-16          |
| 11 mars      | Yonex Swiss Open Bâle – St. Jakobshalle Super 300 – 150 000 $ Tableaux détaillés                                                   | DD   | Chang Ye-na Jung Kyung-eun                         | Nami Matsuyama Chiharu Shida                   | 21-16, 21-13          |
| 11 mars      | Yonex Swiss Open Bâle – St. Jakobshalle Super 300 – 150 000 $ Tableaux détaillés                                                   | MX   | Mathias Bay-Smidt Rikke Søby Hansen                | Rinov Rivaldy Pitha Haningtyas Mentari         | 21-18, 12-21, 21-16   |
| 11 mars      | Lingshui China Masters Lingshui – Agile Stadium of Lingshui Super 100 – 75 000 $ Tableaux détaillés                                | SH   | Weng Hongyang                                      | Liu Haichao                                    | 21-7, 21-7            |
| 11 mars      | Lingshui China Masters Lingshui – Agile Stadium of Lingshui Super 100 – 75 000 $ Tableaux détaillés                                | SD   | Kim Ga-eun                                         | Zhang Yiman                                    | 22-20, 14-21, 21-17   |
| 11 mars      | Lingshui China Masters Lingshui – Agile Stadium of Lingshui Super 100 – 75 000 $ Tableaux détaillés                                | DH   | Lee Jhe-huei Yang Po-hsuan                         | Ou Xuanyi Ren Xiangyu                          | 21-17, 21-16          |
| 11 mars      | Lingshui China Masters Lingshui – Agile Stadium of Lingshui Super 100 – 75 000 $ Tableaux détaillés                                | DD   | Baek Ha-na Kim Hye-rin                             | Liu Xuanxuan Xia Yuting                        | 21-14, 14-21, 21-15   |
| 11 mars      | Lingshui China Masters Lingshui – Agile Stadium of Lingshui Super 100 – 75 000 $ Tableaux détaillés                                | MX   | Tang Chun Man Ng Tsz Yau                           | Guo Xinwa Liu Xuanxuan                         | 16-21, 21-13, 21-14   |
| 18 mars      | Orléans Masters Orléans – Palais des Sports Super 100 – 75 000 $ Tableaux détaillés                                                | SH   | Koki Watanabe                                      | Thomas Rouxel                                  | 18-21, 21-12, 21-19   |
| 18 mars      | Orléans Masters Orléans – Palais des Sports Super 100 – 75 000 $ Tableaux détaillés                                                | SD   | Saena Kawakami                                     | Kirsty Gilmour                                 | 21-8, 18-21, 21-16    |
| 18 mars      | Orléans Masters Orléans – Palais des Sports Super 100 – 75 000 $ Tableaux détaillés                                                | DH   | Lee Yang Wang Chi-lin                              | Akira Koga Taichi Saito                        | 16-21, 22-20, 21-15   |
| 18 mars      | Orléans Masters Orléans – Palais des Sports Super 100 – 75 000 $ Tableaux détaillés                                                | DD   | Chloe Birch Lauren Smith                           | Hsu Ya-ching Hu Ling-fang                      | 21-18, 21-17          |
| 18 mars      | Orléans Masters Orléans – Palais des Sports Super 100 – 75 000 $ Tableaux détaillés                                                | MX   | Thom Gicquel Delphine Delrue                       | Ronan Labar Anne Tran                          | 21-11, 21-14          |
| 25 mars      | Yonex-Sunrise India Open New Delhi – K.D. Jadhav Indoor Stadium Super 500 – 350 000 $ Tableaux détaillés                           | SH   | Viktor Axelsen                                     | Srikanth Kidambi                               | 21-7, 22-20           |
| 25 mars      | Yonex-Sunrise India Open New Delhi – K.D. Jadhav Indoor Stadium Super 500 – 350 000 $ Tableaux détaillés                           | SD   | Ratchanok Intanon                                  | He Bingjiao                                    | 21-15, 21-14          |
| 25 mars      | Yonex-Sunrise India Open New Delhi – K.D. Jadhav Indoor Stadium Super 500 – 350 000 $ Tableaux détaillés                           | DH   | Lee Yang Wang Chi-lin                              | Ricky Karanda Suwardi Angga Pratama            | 21-14, 21-14          |
| 25 mars      | Yonex-Sunrise India Open New Delhi – K.D. Jadhav Indoor Stadium Super 500 – 350 000 $ Tableaux détaillés                           | DD   | Greysia Polii Apriyani Rahayu                      | Chow Mei Kuan Lee Meng Yean                    | 21-11, 25-23          |
| 25 mars      | Yonex-Sunrise India Open New Delhi – K.D. Jadhav Indoor Stadium Super 500 – 350 000 $ Tableaux détaillés                           | MX   | Wang Yilyu Huang Dongping                          | Praveen Jordan Melati Daeva Oktavianti         | 21-13, 21-11          |
| 1er avril    | Celcom Axiata Malaysia Open Kuala Lumpur – Axiata Arena Super 750 – 700 000 $ Tableaux détaillés                                   | SH   | Lin Dan                                            | Chen Long                                      | 9-21, 21-17, 21-11    |
| 1er avril    | Celcom Axiata Malaysia Open Kuala Lumpur – Axiata Arena Super 750 – 700 000 $ Tableaux détaillés                                   | SD   | Tai Tzu-ying                                       | Akane Yamaguchi                                | 21-16, 21-19          |
| 1er avril    | Celcom Axiata Malaysia Open Kuala Lumpur – Axiata Arena Super 750 – 700 000 $ Tableaux détaillés                                   | DH   | Li Junhui Liu Yuchen                               | Takeshi Kamura Keigo Sonoda                    | 21-12, 21-17          |
| 1er avril    | Celcom Axiata Malaysia Open Kuala Lumpur – Axiata Arena Super 750 – 700 000 $ Tableaux détaillés                                   | DD   | Chen Qingchen Jia Yifan                            | Du Yue Li Yinhui                               | 21-14, 21-15          |
| 1er avril    | Celcom Axiata Malaysia Open Kuala Lumpur – Axiata Arena Super 750 – 700 000 $ Tableaux détaillés                                   | MX   | Zheng Siwei Huang Yaqiong                          | Wang Yilyu Huang Dongping                      | 21-17, 21-13          |
| 8 avril      | Singapore Open Singapour – Singapore Indoor Stadium Super 500 – 355 000 $ Tableaux détaillés                                       | SH   | Kento Momota                                       | Anthony Sinisuka Ginting                       | 10-21, 21-19, 21-13   |
| 8 avril      | Singapore Open Singapour – Singapore Indoor Stadium Super 500 – 355 000 $ Tableaux détaillés                                       | SD   | Tai Tzu-ying                                       | Nozomi Okuhara                                 | 21-19, 21-5           |
| 8 avril      | Singapore Open Singapour – Singapore Indoor Stadium Super 500 – 355 000 $ Tableaux détaillés                                       | DH   | Takeshi Kamura Keigo Sonoda                        | Mohammad Ahsan Hendra Setiawan                 | 21-13, 19-21, 21-17   |
| 8 avril      | Singapore Open Singapour – Singapore Indoor Stadium Super 500 – 355 000 $ Tableaux détaillés                                       | DD   | Mayu Matsumoto Wakana Nagahara                     | Kim So-yeong Kong Hee-yong                     | 21-17, 22-20          |
| 8 avril      | Singapore Open Singapour – Singapore Indoor Stadium Super 500 – 355 000 $ Tableaux détaillés                                       | MX   | Dechapol Puavaranukroh Sapsiree Taerattanachai     | Tan Kian Meng Lai Pei Jing                     | 21-14, 21-6           |
| 29 avril     | Barfoot & Thompson New Zealand Open Auckland – Eventfinda Stadium Super 300 – 150 000 $ Tableaux détaillés                         | SH   | Jonatan Christie                                   | Ng Ka Long                                     | 21-12, 21-13          |
| 29 avril     | Barfoot & Thompson New Zealand Open Auckland – Eventfinda Stadium Super 300 – 150 000 $ Tableaux détaillés                         | SD   | An Se-young                                        | Li Xuerui                                      | 2&-19, 21-15          |
| 29 avril     | Barfoot & Thompson New Zealand Open Auckland – Eventfinda Stadium Super 300 – 150 000 $ Tableaux détaillés                         | DH   | Mohammad Ahsan Hendra Setiawan                     | Hiroyuki Endo Yuta Watanabe                    | 20-22, 21-15, 21-17   |
| 29 avril     | Barfoot & Thompson New Zealand Open Auckland – Eventfinda Stadium Super 300 – 150 000 $ Tableaux détaillés                         | DD   | Kim So-yeong Kong Hee-yong                         | Misaki Matsutomo Ayaka Takahashi               | 21-15, 21-18          |
| 29 avril     | Barfoot & Thompson New Zealand Open Auckland – Eventfinda Stadium Super 300 – 150 000 $ Tableaux détaillés                         | MX   | Chan Peng Soon Goh Liu Ying                        | Praveen Jordan Melati Daeva Oktavianti         | 21-14, 16-21, 29-27   |
| 3 juin       | Crown Group Australian Open Sydney – Quaycentre Super 300 – 150 000 $ Tableaux détaillés                                           | SH   | Jonatan Christie                                   | Anthony Sinisuka Ginting                       | 21-17, 14-21, 21-13   |
| 3 juin       | Crown Group Australian Open Sydney – Quaycentre Super 300 – 150 000 $ Tableaux détaillés                                           | SD   | Chen Yufei                                         | Nozomi Okuhara                                 | 21-15, 21-3           |
| 3 juin       | Crown Group Australian Open Sydney – Quaycentre Super 300 – 150 000 $ Tableaux détaillés                                           | DH   | Ko Sung-hyun Shin Baek-cheol                       | Takeshi Kamura Keigo Sonoda                    | 21-11, 21-17          |
| 3 juin       | Crown Group Australian Open Sydney – Quaycentre Super 300 – 150 000 $ Tableaux détaillés                                           | DD   | Yuki Fukushima Sayaka Hirota                       | Chen Qingchen Jia Yifan                        | 21-10, 21-16          |
| 3 juin       | Crown Group Australian Open Sydney – Quaycentre Super 300 – 150 000 $ Tableaux détaillés                                           | MX   | Wang Yilyu Huang Dongping                          | Praveen Jordan Melati Daeva Oktavianti         | 21-15, 21-8           |
| 1er juillet  | Canada Open Calgary – Markin Macphail Centre Super 100 – 75 000 $ Tableaux détaillés                                               | SH   | Li Shifeng                                         | Kashyap Parupalli                              | 20-22, 21-14, 21-17   |
| 1er juillet  | Canada Open Calgary – Markin Macphail Centre Super 100 – 75 000 $ Tableaux détaillés                                               | SD   | An Se-young                                        | Wang Zhiyi                                     | 21-15, 22-20          |
| 1er juillet  | Canada Open Calgary – Markin Macphail Centre Super 100 – 75 000 $ Tableaux détaillés                                               | DH   | Mathias Boe Mads Conrad-Petersen                   | Hiroki Okamura Masayuki Onodera                | 21-12, 21-18          |
| 1er juillet  | Canada Open Calgary – Markin Macphail Centre Super 100 – 75 000 $ Tableaux détaillés                                               | DD   | Setyana Mapasa Gronya Somerville                   | Chang Ye-na Kim Hye-rin                        | 21-16, 21-14          |
| 1er juillet  | Canada Open Calgary – Markin Macphail Centre Super 100 – 75 000 $ Tableaux détaillés                                               | MX   | Ko Sung-hyun Eom Hye-won                           | Guo Xinwa Zhang Shuxian                        | 21-19, 21-19          |
| 8 juillet    | Yonex US Open Fullerton, Californie – Titan Gym Super 300 – 150 000 $ Tableaux détaillés                                           | SH   | Lin Chun-yi                                        | Tanongsak Saensomboonsuk                       | 21-10, 21-13          |
| 8 juillet    | Yonex US Open Fullerton, Californie – Titan Gym Super 300 – 150 000 $ Tableaux détaillés                                           | SD   | Wang Zhiyi                                         | Kim Ga-eun                                     | 21-18, 21-19          |
| 8 juillet    | Yonex US Open Fullerton, Californie – Titan Gym Super 300 – 150 000 $ Tableaux détaillés                                           | DH   | Ko Sung-hyun Shin Baek-cheol                       | Lee Yang Wang Chi-lin                          | 21-13, 17-21, 6-3 ab. |
| 8 juillet    | Yonex US Open Fullerton, Californie – Titan Gym Super 300 – 150 000 $ Tableaux détaillés                                           | DD   | Nami Matsuyama Chiharu Shida                       | Baek Ha-na Jung Kyung-eun                      | 21-16, 21-16          |
| 8 juillet    | Yonex US Open Fullerton, Californie – Titan Gym Super 300 – 150 000 $ Tableaux détaillés                                           | MX   | Lee Jhe-huei Hsu Ya-ching                          | Thom Gicquel Delphine Delrue                   | 21-17, 21-17          |
| 15 juillet   | Blibli Indonesia Open Jakarta – Istora Gelora Bung Karno Super 1000 – 1 250 000 $ Tableaux détaillés                               | SH   | Chou Tien-chen                                     | Anders Antonsen                                | 21-18, 24-26, 21-15   |
| 15 juillet   | Blibli Indonesia Open Jakarta – Istora Gelora Bung Karno Super 1000 – 1 250 000 $ Tableaux détaillés                               | SD   | Akane Yamaguchi                                    | P. V. Sindhu                                   | 21-15, 21-16          |
| 15 juillet   | Blibli Indonesia Open Jakarta – Istora Gelora Bung Karno Super 1000 – 1 250 000 $ Tableaux détaillés                               | DH   | Marcus Fernaldi Gideon Kevin Sanjaya Sukamuljo     | Mohammad Ahsan Hendra Setiawan                 | 21-19, 21-16          |
| 15 juillet   | Blibli Indonesia Open Jakarta – Istora Gelora Bung Karno Super 1000 – 1 250 000 $ Tableaux détaillés                               | DD   | Yuki Fukushima Sayaka Hirota                       | Misaki Matsutomo Ayaka Takahashi               | 21-16, 21-18          |
| 15 juillet   | Blibli Indonesia Open Jakarta – Istora Gelora Bung Karno Super 1000 – 1 250 000 $ Tableaux détaillés                               | MX   | Zheng Siwei Huang Yaqiong                          | Wang Yilyu Huang Dongping                      | 21-13, 21-18          |
| 15 juillet   | Russian Open Vladivostok – Sport Hall Olympik Super 100 – 75 000 $ Tableaux détaillés                                              | SH   | Shesar Hiren Rhustavito                            | Loh Kean Yew                                   | 21-17, 21-19          |
| 15 juillet   | Russian Open Vladivostok – Sport Hall Olympik Super 100 – 75 000 $ Tableaux détaillés                                              | SD   | Pai Yu-po                                          | Kirsty Gilmour                                 | 9-21, 21-19, 21-19    |
| 15 juillet   | Russian Open Vladivostok – Sport Hall Olympik Super 100 – 75 000 $ Tableaux détaillés                                              | DH   | Mathias Boe Mads Conrad-Petersen                   | Keiichiro Matsui Yoshinori Takeuchi            | 21-18, 21-13          |
| 15 juillet   | Russian Open Vladivostok – Sport Hall Olympik Super 100 – 75 000 $ Tableaux détaillés                                              | DD   | Ni Ketut Mahadewi Istirani Tania Oktaviani Kusumah | Miki Kashihara Miyuki Kato                     | 23-21, 21-16          |
| 15 juillet   | Russian Open Vladivostok – Sport Hall Olympik Super 100 – 75 000 $ Tableaux détaillés                                              | MX   | Adnan Maulana Mychelle Crhystine Bandaso           | Evgenij Dremin Evgenia Dimova                  | 19-21, 21-13, 21-15   |
| 22 juillet   | Daihatsu Yonex Japan Open Tokyo – Musashino Forest Sport Plaza Super 750 – 700 000 $ Tableaux détaillés                            | SH   | Kento Momota                                       | Jonatan Christie                               | 21-16, 21-13          |
| 22 juillet   | Daihatsu Yonex Japan Open Tokyo – Musashino Forest Sport Plaza Super 750 – 700 000 $ Tableaux détaillés                            | SD   | Akane Yamaguchi                                    | Nozomi Okuhara                                 | 21-13, 21-15          |
| 22 juillet   | Daihatsu Yonex Japan Open Tokyo – Musashino Forest Sport Plaza Super 750 – 700 000 $ Tableaux détaillés                            | DH   | Marcus Fernaldi Gideon Kevin Sanjaya Sukamuljo     | Mohammad Ahsan Hendra Setiawan                 | 21-18, 23-21          |
| 22 juillet   | Daihatsu Yonex Japan Open Tokyo – Musashino Forest Sport Plaza Super 750 – 700 000 $ Tableaux détaillés                            | DD   | Kim So-yeong Kong Hee-yong                         | Mayu Matsumoto Wakana Nagahara                 | 21-12, 21-12          |
| 22 juillet   | Daihatsu Yonex Japan Open Tokyo – Musashino Forest Sport Plaza Super 750 – 700 000 $ Tableaux détaillés                            | MX   | Wang Yilyu Huang Dongping                          | Praveen Jordan Melati Daeva Oktavianti         | 21-17, 21-16          |
| 29 juillet   | Toyota Thailand Open Bangkok – Indoor Stadium Huamark Super 500 – 350 000 $ Tableaux détaillés                                     | SH   | Chou Tien-chen                                     | Ng Ka Long                                     | 21-14, 11-21, 23-21   |
| 29 juillet   | Toyota Thailand Open Bangkok – Indoor Stadium Huamark Super 500 – 350 000 $ Tableaux détaillés                                     | SD   | Chen Yufei                                         | Ratchanok Intanon                              | 22-20, 21-18          |
| 29 juillet   | Toyota Thailand Open Bangkok – Indoor Stadium Huamark Super 500 – 350 000 $ Tableaux détaillés                                     | DH   | Satwiksairaj Rankireddy Chirag Shetty              | Li Junhui Liu Yuchen                           | 21-19, 18-21, 21-18   |
| 29 juillet   | Toyota Thailand Open Bangkok – Indoor Stadium Huamark Super 500 – 350 000 $ Tableaux détaillés                                     | DD   | Shiho Tanaka Koharu Yonemoto                       | Du Yue Li Yinhui                               | 21-19, 14-21, 21-13   |
| 29 juillet   | Toyota Thailand Open Bangkok – Indoor Stadium Huamark Super 500 – 350 000 $ Tableaux détaillés                                     | MX   | Wang Yilyu Huang Dongping                          | Yuta Watanabe Arisa Higashino                  | 24-22, 23-21          |
| 5 août       | IDBI Federal Life Insurance Hyderabad Open Hyderabad – Balayogi SATS Indoor Stadium Super 100 – 75 000 $ Tableaux détaillés        | SH   | Sourabh Verma                                      | Loh Kean Yew                                   | 21-13, 14-21, 21-16   |
| 5 août       | IDBI Federal Life Insurance Hyderabad Open Hyderabad – Balayogi SATS Indoor Stadium Super 100 – 75 000 $ Tableaux détaillés        | SD   | Yeo Jia Min                                        | An Se-young                                    | 12-21, 21-17, 21-19   |
| 5 août       | IDBI Federal Life Insurance Hyderabad Open Hyderabad – Balayogi SATS Indoor Stadium Super 100 – 75 000 $ Tableaux détaillés        | DH   | Muhammad Shohib Fikri Bagas Maulana                | Na Sung-seung Wang Chan                        | 21-18, 21-18          |
| 5 août       | IDBI Federal Life Insurance Hyderabad Open Hyderabad – Balayogi SATS Indoor Stadium Super 100 – 75 000 $ Tableaux détaillés        | DD   | Baek Ha-na Jung Kyung-eun                          | Ashwini Ponnappa N. Sikki Reddy                | 21-17, 21-17          |
| 5 août       | IDBI Federal Life Insurance Hyderabad Open Hyderabad – Balayogi SATS Indoor Stadium Super 100 – 75 000 $ Tableaux détaillés        | MX   | Hoo Pang Ron Cheah Yee See                         | Adnan Maulana Mychelle Crhystine Bandaso       | 16-21, 21-16, 21-11   |
| 12 août      | Yonex Akita Masters Akita – CNA Arena Akita Super 100 – 75 000 $ Tableaux détaillés                                                | SH   | Firman Abdul Kholik                                | Yu Igarashi                                    | 21-18, 22-20          |
| 12 août      | Yonex Akita Masters Akita – CNA Arena Akita Super 100 – 75 000 $ Tableaux détaillés                                                | SD   | An Se-young                                        | Haruko Suzuki                                  | 21-10, 17-21, 21-14   |
| 12 août      | Yonex Akita Masters Akita – CNA Arena Akita Super 100 – 75 000 $ Tableaux détaillés                                                | DH   | Ou Xuanyi Zhang Nan                                | Akira Koga Taichi Saito                        | 21-14, 21-19          |
| 12 août      | Yonex Akita Masters Akita – CNA Arena Akita Super 100 – 75 000 $ Tableaux détaillés                                                | DD   | Ayako Sakuramoto Yukiko Takahata                   | Nita Violina Marwah Putri Syaikah              | 21-17, 14-21, 21-15   |
| 12 août      | Yonex Akita Masters Akita – CNA Arena Akita Super 100 – 75 000 $ Tableaux détaillés                                                | MX   | Ko Sung-hyun Eom Hye-won                           | Kyohei Yamashita Naru Shinoya                  | 21-10, 21-17          |
| 19 août      | Total BWF World Championships Bâle – St. Jakobshalle Championnats du monde individuels Tableaux détaillés                          | SH   | Kento Momota                                       | Anders Antonsen                                | 21-9, 21-3            |
| 19 août      | Total BWF World Championships Bâle – St. Jakobshalle Championnats du monde individuels Tableaux détaillés                          | SD   | P. V. Sindhu                                       | Nozomi Okuhara                                 | 21-7, 21-7            |
| 19 août      | Total BWF World Championships Bâle – St. Jakobshalle Championnats du monde individuels Tableaux détaillés                          | DH   | Mohammad Ahsan Hendra Setiawan                     | Takuro Hoki Yugo Kobayashi                     | 25-23, 9-21, 21-15    |
| 19 août      | Total BWF World Championships Bâle – St. Jakobshalle Championnats du monde individuels Tableaux détaillés                          | DD   | Mayu Matsumoto Wakana Nagahara                     | Yuki Fukushima Sayaka Hirota                   | 21-11, 20-22, 23-21   |
| 19 août      | Total BWF World Championships Bâle – St. Jakobshalle Championnats du monde individuels Tableaux détaillés                          | MX   | Zheng Siwei Huang Yaqiong                          | Dechapol Puavaranukroh Sapsiree Taerattanachai | 21-8, 21-12           |
| 2 septembre  | Yonex Chinese Taipei Open Taipei – Taipei Arena Super 300 – 200 000 $ Tableaux détaillés                                           | SH   | Chou Tien-chen                                     | Heo Kwang-hee                                  | 21-12, 21-13          |
| 2 septembre  | Yonex Chinese Taipei Open Taipei – Taipei Arena Super 300 – 200 000 $ Tableaux détaillés                                           | SD   | Sung Ji-hyun                                       | Michelle Li                                    | 21-11, 21-9           |
| 2 septembre  | Yonex Chinese Taipei Open Taipei – Taipei Arena Super 300 – 200 000 $ Tableaux détaillés                                           | DH   | Goh V Shem Tan Wee Kiong                           | Choi Sol-gyu Seo Seung-jae                     | 21-19, 15-21, 23-21   |
| 2 septembre  | Yonex Chinese Taipei Open Taipei – Taipei Arena Super 300 – 200 000 $ Tableaux détaillés                                           | DD   | Jongkolphan Kititharakul Rawinda Prajongjai        | Kim So-yeong Kong Hee-yong                     | 21-19, 18-21, 28-26   |
| 2 septembre  | Yonex Chinese Taipei Open Taipei – Taipei Arena Super 300 – 200 000 $ Tableaux détaillés                                           | MX   | Tang Chun Man Tse Ying Suet                        | Seo Seung-jae Chae Yoo-jung                    | 21-18, 21-10          |
| 9 septembre  | Yonex-Sunrise Vietnam Open Hô-Chi-Minh-Ville – Nguyen Du Cultural Sports Club Super 100 – 75 000 $ Tableaux détaillés              | SH   | Sourabh Verma                                      | Sun Feixiang                                   | 21-12, 17-21, 21-14   |
| 9 septembre  | Yonex-Sunrise Vietnam Open Hô-Chi-Minh-Ville – Nguyen Du Cultural Sports Club Super 100 – 75 000 $ Tableaux détaillés              | SD   | Zhang Yiman                                        | Asuka Takahashi                                | 21-18, 21-11          |
| 9 septembre  | Yonex-Sunrise Vietnam Open Hô-Chi-Minh-Ville – Nguyen Du Cultural Sports Club Super 100 – 75 000 $ Tableaux détaillés              | DH   | Choi Sol-gyu Seo Seung-jae                         | Na Sung-seung Wang Chan                        | 18-21, 21-16, 21-14   |
| 9 septembre  | Yonex-Sunrise Vietnam Open Hô-Chi-Minh-Ville – Nguyen Du Cultural Sports Club Super 100 – 75 000 $ Tableaux détaillés              | DD   | Della Destiara Haris Rizki Amelia Pradipta         | Huang Jia Zhang Shuxian                        | 21-18, 21-17          |
| 9 septembre  | Yonex-Sunrise Vietnam Open Hô-Chi-Minh-Ville – Nguyen Du Cultural Sports Club Super 100 – 75 000 $ Tableaux détaillés              | MX   | Guo Xinwa Zhang Shuxian                            | Lee Jhe-huei Hsu Ya-ching                      | 18-21, 22-20, 21-8    |
| 16 septembre | Victor China Open Changzhou – Olympic Sports Centre Xincheng Gymnasium Super 1000 – 1 000 000 $ Tableaux détaillés                 | SH   | Kento Momota                                       | Anthony Sinisuka Ginting                       | 19-21, 21-17, 21-19   |
| 16 septembre | Victor China Open Changzhou – Olympic Sports Centre Xincheng Gymnasium Super 1000 – 1 000 000 $ Tableaux détaillés                 | SD   | Carolina Marín                                     | Tai Tzu-ying                                   | 14-21, 21-17, 21-18   |
| 16 septembre | Victor China Open Changzhou – Olympic Sports Centre Xincheng Gymnasium Super 1000 – 1 000 000 $ Tableaux détaillés                 | DH   | Marcus Fernaldi Gideon Kevin Sanjaya Sukamuljo     | Mohammad Ahsan Hendra Setiawan                 | 21-18, 17-21, 21-15   |
| 16 septembre | Victor China Open Changzhou – Olympic Sports Centre Xincheng Gymnasium Super 1000 – 1 000 000 $ Tableaux détaillés                 | DD   | Chen Qingchen Jia Yifan                            | Misaki Matsutomo Ayaka Takahashi               | 21-14, 21-18          |
| 16 septembre | Victor China Open Changzhou – Olympic Sports Centre Xincheng Gymnasium Super 1000 – 1 000 000 $ Tableaux détaillés                 | MX   | Zheng Siwei Huang Yaqiong                          | Wang Yilyu Huang Dongping                      | 21-17, 13-21, 21-16   |
| 23 septembre | Korea Open Incheon – Incheon Airport Skydome Super 500 – 400 000 $ Tableaux détaillés                                              | SH   | Kento Momota                                       | Chou Tien-chen                                 | 21-19, 21-17          |
| 23 septembre | Korea Open Incheon – Incheon Airport Skydome Super 500 – 400 000 $ Tableaux détaillés                                              | SD   | He Bingjiao                                        | Ratchanok Intanon                              | 18-21, 24-22, 21-17   |
| 23 septembre | Korea Open Incheon – Incheon Airport Skydome Super 500 – 400 000 $ Tableaux détaillés                                              | DH   | Fajar Alfian Muhammad Rian Ardianto                | Takeshi Kamura Keigo Sonoda                    | 2&-16, 21-17          |
| 23 septembre | Korea Open Incheon – Incheon Airport Skydome Super 500 – 400 000 $ Tableaux détaillés                                              | DD   | Kim So-yeong Kong Hee-yong                         | Lee So-hee Shin Seung-chan                     | 13-21, 21-19, 21-17   |
| 23 septembre | Korea Open Incheon – Incheon Airport Skydome Super 500 – 400 000 $ Tableaux détaillés                                              | MX   | Dechapol Puavaranukroh Sapsiree Taerattanachai     | Zheng Siwei Huang Yaqiong                      | 21-14, 21-13          |
| 30 septembre | Yuzu Indonesia Masters Malang – Ken Arok Sports Hall Super 100 – 75 000 $ Tableaux détaillés                                       | SH   | Sun Feixiang                                       | Tanongsak Saensomboonsuk                       | 21-19, 21-14          |
| 30 septembre | Yuzu Indonesia Masters Malang – Ken Arok Sports Hall Super 100 – 75 000 $ Tableaux détaillés                                       | SD   | Wang Zhiyi                                         | Porntip Buranaprasertsuk                       | 20-22, 21-15, 21-13   |
| 30 septembre | Yuzu Indonesia Masters Malang – Ken Arok Sports Hall Super 100 – 75 000 $ Tableaux détaillés                                       | DH   | Ou Xuanyi Zhang Nan                                | Akira Koga Taichi Saito                        | 11-21, 21-10, 22-20   |
| 30 septembre | Yuzu Indonesia Masters Malang – Ken Arok Sports Hall Super 100 – 75 000 $ Tableaux détaillés                                       | DD   | Siti Fadia Silva Ramadhanti Ribka Sugiarto         | Della Destiara Haris Rizki Amelia Pradipta     | 23-21, 21-15          |
| 30 septembre | Yuzu Indonesia Masters Malang – Ken Arok Sports Hall Super 100 – 75 000 $ Tableaux détaillés                                       | MX   | Guo Xinwa Zhang Shuxian                            | Adnan Maulana Mychelle Crhystine Bandaso       | 21-18, 16-21, 28-26   |
| 7 octobre    | Yonex Dutch Open Almere – Topsportcentrum Super 100 – 75 000 $ Tableaux détaillés                                                  | SH   | Lakshya Sen                                        | Yusuke Onodera                                 | 15-21, 21-14, 21-15   |
| 7 octobre    | Yonex Dutch Open Almere – Topsportcentrum Super 100 – 75 000 $ Tableaux détaillés                                                  | SD   | Wang Zhiyi                                         | Evgeniya Kosetskaya                            | 21-14, 21-18          |
| 7 octobre    | Yonex Dutch Open Almere – Topsportcentrum Super 100 – 75 000 $ Tableaux détaillés                                                  | DH   | Vladimir Ivanov Ivan Sozonov                       | Mark Lamsfuß Marvin Emil Seidel                | 21-19, 21-16          |
| 7 octobre    | Yonex Dutch Open Almere – Topsportcentrum Super 100 – 75 000 $ Tableaux détaillés                                                  | DD   | Gabriela Stoeva Stefani Stoeva                     | Rin Iwanaga Kie Nakanishi                      | 21-10, 22-20          |
| 7 octobre    | Yonex Dutch Open Almere – Topsportcentrum Super 100 – 75 000 $ Tableaux détaillés                                                  | MX   | Robin Tabeling Selena Piek                         | Chris Adcock Gabrielle Adcock                  | 21-17, 21-13          |
| 14 octobre   | Danisa Denmark Open Odense – Odense Sports Park Super 750 – 775 000 $ Tableaux détaillés                                           | SH   | Kento Momota                                       | Chen Long                                      | 21-14, 21-12          |
| 14 octobre   | Danisa Denmark Open Odense – Odense Sports Park Super 750 – 775 000 $ Tableaux détaillés                                           | SD   | Tai Tzu-ying                                       | Nozomi Okuhara                                 | 21-17, 21-14          |
| 14 octobre   | Danisa Denmark Open Odense – Odense Sports Park Super 750 – 775 000 $ Tableaux détaillés                                           | DH   | Marcus Fernaldi Gideon Kevin Sanjaya Sukamuljo     | Mohammad Ahsan Hendra Setiawan                 | 21-14, 21-13          |
| 14 octobre   | Danisa Denmark Open Odense – Odense Sports Park Super 750 – 775 000 $ Tableaux détaillés                                           | DD   | Baek Ha-na Jung Kyung-eun                          | Chen Qingchen Jia Yifan                        | 9-21, 21-19, 21-15    |
| 14 octobre   | Danisa Denmark Open Odense – Odense Sports Park Super 750 – 775 000 $ Tableaux détaillés                                           | MX   | Praveen Jordan Melati Daeva Oktavianti             | Wang Yilyu Huang Dongping                      | 21-18, 18-21, 21-19   |
| 21 octobre   | Yonex French Open Paris – Stade Pierre-de-Coubertin Super 750 – 750 000 $ Tableaux détaillés                                       | SH   | Chen Long                                          | Jonatan Christie                               | 21-19, 21-12          |
| 21 octobre   | Yonex French Open Paris – Stade Pierre-de-Coubertin Super 750 – 750 000 $ Tableaux détaillés                                       | SD   | An Se-young                                        | Carolina Marín                                 | 16-21, 21-18, 21-5    |
| 21 octobre   | Yonex French Open Paris – Stade Pierre-de-Coubertin Super 750 – 750 000 $ Tableaux détaillés                                       | DH   | Marcus Fernaldi Gideon Kevin Sanjaya Sukamuljo     | Satwiksairaj Rankireddy Chirag Shetty          | 21-18, 21-16          |
| 21 octobre   | Yonex French Open Paris – Stade Pierre-de-Coubertin Super 750 – 750 000 $ Tableaux détaillés                                       | DD   | Lee So-hee Shin Seung-chan                         | Kim So-yeong Kong Hee-yong                     | 16-21, 21-19, 21-12   |
| 21 octobre   | Yonex French Open Paris – Stade Pierre-de-Coubertin Super 750 – 750 000 $ Tableaux détaillés                                       | MX   | Praveen Jordan Melati Daeva Oktavianti             | Zheng Siwei Huang Yaqiong                      | 22-24, 21-16, 21-12   |
| 28 octobre   | Macau Open Macao – Tap Seac Multisports Pavilion Super 300 – 150 000 $ Tableaux détaillés                                          | SH   | Sitthikom Thammasin                                | Shi Yuqi                                       | 12-21, 21-14, 21-7    |
| 28 octobre   | Macau Open Macao – Tap Seac Multisports Pavilion Super 300 – 150 000 $ Tableaux détaillés                                          | SD   | Michelle Li                                        | Han Yue                                        | 21-18, 21-8           |
| 28 octobre   | Macau Open Macao – Tap Seac Multisports Pavilion Super 300 – 150 000 $ Tableaux détaillés                                          | DH   | Li Junhui Liu Yuchen                               | Huang Kaixiang Liu Cheng                       | 21-8, 18-21, 22-20    |
| 28 octobre   | Macau Open Macao – Tap Seac Multisports Pavilion Super 300 – 150 000 $ Tableaux détaillés                                          | DD   | Du Yue Li Yinhui                                   | Jongkolphan Kititharakul Rawinda Prajongjai    | 21-16, 10-21, 21-12   |
| 28 octobre   | Macau Open Macao – Tap Seac Multisports Pavilion Super 300 – 150 000 $ Tableaux détaillés                                          | MX   | Dechapol Puavaranukroh Sapsiree Taerattanachai     | Wang Chi-lin Cheng Chi-ya                      | 21-11, 21-8           |
| 28 octobre   | SaarLorLux Open Sarrebruck – Saarlandhalle Super 100 – 75 000 $ Tableaux détaillés                                                 | SH   | Lakshya Sen                                        | Weng Hongyang                                  | 17-21, 21-18, 21-16   |
| 28 octobre   | SaarLorLux Open Sarrebruck – Saarlandhalle Super 100 – 75 000 $ Tableaux détaillés                                                 | SD   | Li Yun                                             | Line Christophersen                            | 21-12, 21-13          |
| 28 octobre   | SaarLorLux Open Sarrebruck – Saarlandhalle Super 100 – 75 000 $ Tableaux détaillés                                                 | DH   | Di Zijian Wang Chang                               | Mathias Bay-Smidt Lasse Mølhede                | 21-17, 21-15          |
| 28 octobre   | SaarLorLux Open Sarrebruck – Saarlandhalle Super 100 – 75 000 $ Tableaux détaillés                                                 | DD   | Liu Xuanxuan Xia Yuting                            | Chloe Birch Lauren Smith                       | 21-16, 21-13          |
| 28 octobre   | SaarLorLux Open Sarrebruck – Saarlandhalle Super 100 – 75 000 $ Tableaux détaillés                                                 | MX   | Guo Xinwa Zhang Shuxian                            | Ren Xiangyu Zhou Chaomin                       | 21-18, 21-19          |
| 4 novembre   | Fuzhou China Open Fuzhou – Haixia Olympic Sports Center Super 750 – 700 000 $ Tableaux détaillés                                   | SH   | Kento Momota                                       | Chou Tien-chen                                 | 21-15, 17-21, 21-18   |
| 4 novembre   | Fuzhou China Open Fuzhou – Haixia Olympic Sports Center Super 750 – 700 000 $ Tableaux détaillés                                   | SD   | Chen Yufei                                         | Nozomi Okuhara                                 | 9-21, 21-12, 21-18    |
| 4 novembre   | Fuzhou China Open Fuzhou – Haixia Olympic Sports Center Super 750 – 700 000 $ Tableaux détaillés                                   | DH   | Marcus Fernaldi Gideon Kevin Sanjaya Sukamuljo     | Takeshi Kamura Keigo Sonoda                    | 21-17, 21-9           |
| 4 novembre   | Fuzhou China Open Fuzhou – Haixia Olympic Sports Center Super 750 – 700 000 $ Tableaux détaillés                                   | DD   | Yuki Fukushima Sayaka Hirota                       | Lee So-hee Shin Seung-chan                     | 21-17, 21-15          |
| 4 novembre   | Fuzhou China Open Fuzhou – Haixia Olympic Sports Center Super 750 – 700 000 $ Tableaux détaillés                                   | MX   | Wang Yilyu Huang Dongping                          | Zheng Siwei Huang Yaqiong                      | 21-14, 21-13          |
| 11 novembre  | Yonex-Sunrise Hong Kong Open Hong Kong – Hong Kong Coliseum Super 500 – 400 000 $ Tableaux détaillés                               | SH   | Lee Cheuk Yiu                                      | Anthony Sinisuka Ginting                       | 16-21, 21-10, 22-20   |
| 11 novembre  | Yonex-Sunrise Hong Kong Open Hong Kong – Hong Kong Coliseum Super 500 – 400 000 $ Tableaux détaillés                               | SD   | Chen Yufei                                         | Ratchanok Intanon                              | 21-18, 13-21, 21-13   |
| 11 novembre  | Yonex-Sunrise Hong Kong Open Hong Kong – Hong Kong Coliseum Super 500 – 400 000 $ Tableaux détaillés                               | DH   | Choi Sol-gyu Seo Seung-jae                         | Mohammad Ahsan Hendra Setiawan                 | 13-21, 21-12, 21-13   |
| 11 novembre  | Yonex-Sunrise Hong Kong Open Hong Kong – Hong Kong Coliseum Super 500 – 400 000 $ Tableaux détaillés                               | DD   | Chen Qingchen Jia Yifan                            | Chang Ye-na Kim Hye-rin                        | 21-11, 13-21, 21-15   |
| 11 novembre  | Yonex-Sunrise Hong Kong Open Hong Kong – Hong Kong Coliseum Super 500 – 400 000 $ Tableaux détaillés                               | MX   | Yuta Watanabe Arisa Higashino                      | He Jiting Du Yue                               | 22-20, 21-16          |
| 18 novembre  | Gwangju Korea Masters Gwangju – Gwangju Women’s University Stadium Super 300 – 200 000 $ Tableaux détaillés                        | SH   | Kanta Tsuneyama                                    | Lin Dan                                        | 24-22, 21-12          |
| 18 novembre  | Gwangju Korea Masters Gwangju – Gwangju Women’s University Stadium Super 300 – 200 000 $ Tableaux détaillés                        | SD   | An Se-young                                        | Sung Ji-hyun                                   | 21-13, 21-17          |
| 18 novembre  | Gwangju Korea Masters Gwangju – Gwangju Women’s University Stadium Super 300 – 200 000 $ Tableaux détaillés                        | DH   | Lee Yang Wang Chi-lin                              | Goh V Shem Tan Wee Kiong                       | 21-19, 20-22, 21-19   |
| 18 novembre  | Gwangju Korea Masters Gwangju – Gwangju Women’s University Stadium Super 300 – 200 000 $ Tableaux détaillés                        | DD   | Nami Matsuyama Chiharu Shida                       | Misaki Matsutomo Ayaka Takahashi               | 15-21, 21-17, 21-18   |
| 18 novembre  | Gwangju Korea Masters Gwangju – Gwangju Women’s University Stadium Super 300 – 200 000 $ Tableaux détaillés                        | MX   | Tang Chun Man Tse Ying Suet                        | Goh Soon Huat Shevon Jemie Lai                 | 21-14, 21-15          |
| 25 novembre  | Ecogreen Syed Modi International Championships Lucknow – Babu Banarasi Das Indoor Stadium Super 300 – 150 000 $ Tableaux détaillés | SH   | Wang Tzu-wei                                       | Sourabh Verma                                  | 21-15, 21-17          |
| 25 novembre  | Ecogreen Syed Modi International Championships Lucknow – Babu Banarasi Das Indoor Stadium Super 300 – 150 000 $ Tableaux détaillés | SD   | Carolina Marín                                     | Phittayaporn Chaiwan                           | 21-12, 21-16          |
| 25 novembre  | Ecogreen Syed Modi International Championships Lucknow – Babu Banarasi Das Indoor Stadium Super 300 – 150 000 $ Tableaux détaillés | DH   | He Jiting Tan Qiang                                | Choi Sol-gyu Seo Seung-jae                     | 21-18, 21-19          |
| 25 novembre  | Ecogreen Syed Modi International Championships Lucknow – Babu Banarasi Das Indoor Stadium Super 300 – 150 000 $ Tableaux détaillés | DD   | Baek Ha-na Jung Kyung-eun                          | Chang Ye-na Kim Hye-rin                        | 23-21, 21-15          |
| 25 novembre  | Ecogreen Syed Modi International Championships Lucknow – Babu Banarasi Das Indoor Stadium Super 300 – 150 000 $ Tableaux détaillés | MX   | Rodion Alimov Alina Davletova                      | Marcus Ellis Lauren Smith                      | 21-18, 21-16          |
| 10 décembre  | HSBC BWF World Tour Finals Guangzhou – Tianhe Gymnasium Finales mondiales – 1 500 000 $ Tableaux détaillés                         | SH   | Kento Momota                                       | Anthony Sinisuka Ginting                       | 17-21, 21-17, 21-14   |
| 10 décembre  | HSBC BWF World Tour Finals Guangzhou – Tianhe Gymnasium Finales mondiales – 1 500 000 $ Tableaux détaillés                         | SD   | Chen Yufei                                         | Tai Tzu-ying                                   | 12-21, 21-12, 21-17   |
| 10 décembre  | HSBC BWF World Tour Finals Guangzhou – Tianhe Gymnasium Finales mondiales – 1 500 000 $ Tableaux détaillés                         | DH   | Mohammad Ahsan Hendra Setiawan                     | Hiroyuki Endo Yuta Watanabe                    | 24-22, 21-19          |
| 10 décembre  | HSBC BWF World Tour Finals Guangzhou – Tianhe Gymnasium Finales mondiales – 1 500 000 $ Tableaux détaillés                         | DD   | Chen Qingchen Jia Yifan                            | Mayu Matsumoto Wakana Nagahara                 | 21-14, 21-10          |
| 10 décembre  | HSBC BWF World Tour Finals Guangzhou – Tianhe Gymnasium Finales mondiales – 1 500 000 $ Tableaux détaillés                         | MX   | Zheng Siwei Huang Yaqiong                          | Wang Yilyu Huang Dongping                      | 21-14, 21-14          |

### Compétitions par équipes
La Sudirman Cup 2019 se déroule du 19 au 26 mai à Nanning.
| Chine – Japon : 3 - 0 Guangxi Sports Center Gymnasium, Nanning, Chine |                           |                                |                     |
| DH                                                                    | Li Junhui Liu Yuchen      | Hiroyuki Endo Yuta Watanabe    | 21-18, 21-10        |
| SD                                                                    | Chen Yufei                | Akane Yamaguchi                | 17-21, 21-16, 21-17 |
| SH                                                                    | Shi Yuqi                  | Kento Momota                   | 15-21, 21-5, 21-11  |
| DD                                                                    | Chen Qingchen Jia Yifan   | Mayu Matsumoto Wakana Nagahara | Non disputé         |
| MX                                                                    | Zheng Siwei Huang Yaqiong | Yuta Watanabe Arisa Higashino  | Non disputé         |

## Classements

### Classement «Race»
Les classements « HSBC Race to Guangzhou » sont calculés sur la base des points gagnés sur chaque tournoi du BWF World Tour tout au long de la saison. Ils permettent de déterminer les participants aux finales mondiales HSBC BWF World Tour Finals.

#### En simple
| Rang | Nom                      | Points  | Victoire(s) |
| ---- | ------------------------ | ------- | ----------- |
| 1    | Kento Momota             | 107 590 | 8           |
| 2    | Chou Tien-chen           | 95 780  | 3           |
| 3    | Jonatan Christie         | 94 440  | 2           |
| 4    | Chen Long                | 85 140  | 1           |
| 5    | Viktor Axelsen           | 84 800  | 2           |
| 6    | Anthony Sinisuka Ginting | 83 710  | -           |
| 7    | Anders Antonsen          | 80 000  | 1           |
| 8    | Wang Tzu-wei             | 75 240  | 1           |
| 9    | Kenta Tsuneyama          | 72 530  | 1           |
| 10   | Ng Ka Long               | 72 150  | -           |

| Rang | Nom                    | Points  | Victoire(s) |
| ---- | ---------------------- | ------- | ----------- |
| 1    | Chen Yufei             | 106 760 | 6           |
| 2    | Ratchanok Intanon      | 104 060 | 2           |
| 3    | Akane Yamaguchi        | 94 450  | 3           |
| 4    | Nozomi Okuhara         | 94 060  | -           |
| 5    | Tai Tzu-ying           | 92 910  | 3           |
| 6    | He Bingjiao            | 82 980  | 1           |
| 7    | Busanan Ongbamrungphan | 79 230  | -           |
| 7    | Michelle Li            | 77 040  | 1           |
| 9    | Sung Ji-hyun           | 76 840  | 1           |
| 10   | An Se-young            | 73 930  | 5           |

#### En double
| Rang | Nom                                            | Points  | Victoire(s) |
| ---- | ---------------------------------------------- | ------- | ----------- |
| 1    | Marcus Fernaldi Gideon Kevin Sanjaya Sukamuljo | 116 990 | 8           |
| 2    | Mohammad Ahsan Hendra Setiawan                 | 111 440 | 2           |
| 3    | Takeshi Kamura Keigo Sonoda                    | 108 270 | 1           |
| 4    | Lee Yang Wang Chi-lin                          | 102 030 | 4           |
| 5    | Li Junhui Liu Yuchen                           | 100 650 | 2           |
| 6    | Fajar Alfian Muhammad Rian Ardianto            | 93 160  | 2           |
| 7    | Hiroyuki Endo Yuta Watanabe                    | 89 520  | 1           |
| 8    | Lu Ching-yao Yang Po-han                       | 86 130  | -           |
| 9    | Aaron Chia Soh Wooi Yik                        | 84 730  | -           |
| 10   | Goh V Shem Tan Wee Kiong                       | 84 440  | 1           |

| Rang | Nom                                         | Points  | Victoire(s) |
| ---- | ------------------------------------------- | ------- | ----------- |
| 1    | Yuki Fukushima Sayaka Hirota                | 112 740 | 4           |
| 2    | Mayu Matsumoto Wakana Nagahara              | 109 800 | 1           |
| 3    | Kim So-yeong Kong Hee-yong                  | 106 470 | 4           |
| 4    | Misaki Matsutomo Ayaka Takahashi            | 103 810 | 1           |
| 5    | Chen Qingchen Jia Yifan                     | 103 750 | 4           |
| 6    | Greysia Polii Apriyani Rahayu               | 85 380  | 1           |
| 7    | Du Yue Li Yinhui                            | 83 760  | 2           |
| 8    | Lee So-yee Shin Seung-chan                  | 82 380  | 1           |
| 9    | Jongkolphan Kititharakul Rawinda Prajongjai | 81 810  | 1           |
| 10   | Liu Xuanxuan Xia Yuting                     | 77 110  | 1           |

| Rang | Nom                                            | Points  | Victoire(s) |
| ---- | ---------------------------------------------- | ------- | ----------- |
| 1    | Dechapol Puavaranukroh Sapsiree Taerattanachai | 101 910 | 3           |
| 2    | Zheng Siwei Huang Yaqiong                      | 101 220 | 5           |
| 3    | Praveen Jordan Melati Daeva Oktavianti         | 100 310 | 2           |
| 4    | Wang Yilyu Huang Dongping                      | 98 920  | 5           |
| 5    | Chan Peng Soon Goh Liu Ying                    | 96 850  | 2           |
| 6    | Yuta Watanabe Arisa Higashino                  | 95 200  | 2           |
| 7    | Hafiz Faizal Gloria Emanuelle Widjaja          | 91 230  | -           |
| 8    | Seo Seung-jae Chae Yoo-jung                    | 87 540  | 2           |
| 9    | Goh Soon Huat Lai Shevon Jemie                 | 80 280  | -           |
| 10   | Rinov Rivaldy Pitha Haningtyas Mentari         | 68 810  | -           |

### Classements finals

#### En simple
| Rang | Nom                      | Points  | Tournois |
| ---- | ------------------------ | ------- | -------- |
| 1    | Kento Momota             | 111 918 | 17       |
| 2    | Chou Tien-chen           | 80 548  | 20       |
| 3    | Chen Long                | 79 640  | 19       |
| 4    | Anders Antonsen          | 77 600  | 18       |
| 5    | Viktor Axelsen           | 75 788  | 16       |
| 6    | Jonatan Christie         | 73 640  | 20       |
| 7    | Anthony Sinisuka Ginting | 72 562  | 20       |
| 8    | Shi Yuqi                 | 64 521  | 13       |
| 9    | Ng Ka Long               | 62 602  | 21       |
| 10   | Kenta Tsuneyama          | 57 098  | 21       |

| Rang | Nom               | Points | Tournois |
| ---- | ----------------- | ------ | -------- |
| 1    | Chen Yufei        | 96 765 | 17       |
| 2    | Tai Tzu-ying      | 95 675 | 14       |
| 3    | Akane Yamaguchi   | 88 650 | 20       |
| 4    | Nozomi Okuhara    | 87 186 | 19       |
| 5    | Ratchanok Intanon | 78 485 | 20       |
| 6    | P. V. Sindhu      | 72 914 | 18       |
| 7    | He Bingjiao       | 69 770 | 18       |
| 7    | Michelle Li       | 61 405 | 22       |
| 9    | An Se-young       | 60 750 | 20       |
| 10   | Carolina Marín    | 59 600 | 9        |

#### En double
| Rang | Nom                                            | Points  | Tournois |
| ---- | ---------------------------------------------- | ------- | -------- |
| 1    | Marcus Fernaldi Gideon Kevin Sanjaya Sukamuljo | 105 803 | 18       |
| 2    | Mohammad Ahsan Hendra Setiawan                 | 99 500  | 20       |
| 3    | Takeshi Kamura Keigo Sonoda                    | 82 103  | 21       |
| 4    | Li Junhui Liu Yuchen                           | 81 550  | 19       |
| 5    | Fajar Alfian Muhammad Rian Ardianto            | 74 135  | 21       |
| 6    | Hiroyuki Endo Yuta Watanabe                    | 73 133  | 21       |
| 7    | Lee Yang Wang Chi-lin                          | 64 608  | 26       |
| 8    | Aaron Chia Soh Wooi Yik                        | 61 301  | 24       |
| 9    | Choi Sol-gyu Seo Seung-jae                     | 59 860  | 19       |
| 10   | Goh V Shem Tan Wee Kiong                       | 59 750  | 22       |

| Rang | Nom                                         | Points  | Tournois |
| ---- | ------------------------------------------- | ------- | -------- |
| 1    | Chen Qingchen Jia Yifan                     | 100 110 | 18       |
| 2    | Yuki Fukushima Sayaka Hirota                | 93 652  | 21       |
| 3    | Mayu Matsumoto Wakana Nagahara              | 93 233  | 21       |
| 4    | Misaki Matsutomo Ayaka Takahashi            | 78 222  | 21       |
| 5    | Kim So-yeong Kong Hee-yong                  | 77 200  | 22       |
| 6    | Lee So-yee Shin Seung-chan                  | 76 260  | 16       |
| 7    | Du Yue Li Yinhui                            | 73 179  | 20       |
| 8    | Greysia Polii Apriyani Rahayu               | 70 305  | 20       |
| 9    | Jongkolphan Kititharakul Rawinda Prajongjai | 58 877  | 24       |
| 10   | Li Wenmei Zheng Yu                          | 56 420  | 20       |

| Rang | Nom                                            | Points  | Tournois |
| ---- | ---------------------------------------------- | ------- | -------- |
| 1    | Zheng Siwei Huang Yaqiong                      | 111 802 | 15       |
| 2    | Wang Yilyu Huang Dongping                      | 99 312  | 16       |
| 3    | Yuta Watanabe Arisa Higashino                  | 84 193  | 21       |
| 4    | Dechapol Puavaranukroh Sapsiree Taerattanachai | 83 463  | 20       |
| 5    | Praveen Jordan Melati Daeva Oktavianti         | 76 647  | 22       |
| 6    | Chan Peng Soon Goh Liu Ying                    | 68 290  | 23       |
| 7    | Seo Seung-jae Chae Yoo-jung                    | 67 948  | 20       |
| 8    | Goh Soon Huat Lai Shevon Jemie                 | 62 062  | 18       |
| 9    | Hafiz Faizal Gloria Emanuelle Widjaja          | 60 811  | 24       |
| 10   | Tang Chun Man Tse Ying Suet                    | 57 816  | 18       |